# 로카르노 영화제

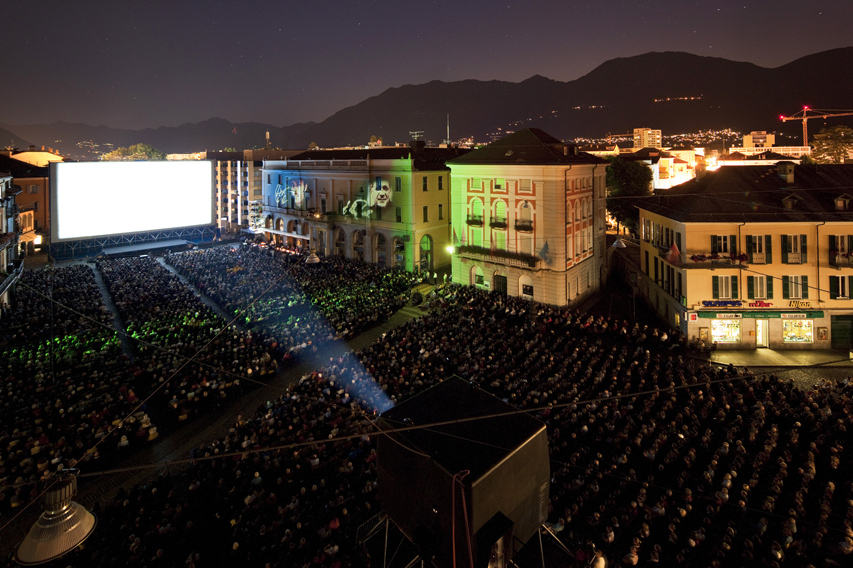
로카르노 영화제

로카르노 영화제(Locarno Film Festival)는 스위스 로카르노에서 열리는 국제 영화제이다. 1946년 설립되었으며, 매년 8월에 개최된다. 영화제 최고상은 황금표범상으로, 국제 경쟁 부문 진출작들을 대상으로 한다.

## 연도별 시상식
- 제1회 로카르노 영화제 (1946년)
- 제2회 로카르노 영화제 (1947년)
- 제3회 로카르노 영화제 (1948년)
- 제4회 로카르노 영화제 (1949년)
- 제5회 로카르노 영화제 (1950년)
- 1951년 미개최
- 제6회 로카르노 영화제 (1952년)
- 제7회 로카르노 영화제 (1953년)
- 제8회 로카르노 영화제 (1954년)
- 제9회 로카르노 영화제 (1955년)
- 1956년 미개최
- 제10회 로카르노 영화제 (1957년)
- 제11회 로카르노 영화제 (1960년)
- 제12회 로카르노 영화제 (1961년)
- 제13회 로카르노 영화제 (1962년)
- 제14회 로카르노 영화제 (1963년)
- 제15회 로카르노 영화제 (1964년)
- 제16회 로카르노 영화제 (1965년)
- 제17회 로카르노 영화제 (1966년)
- 제18회 로카르노 영화제 (1967년)
- 제19회 로카르노 영화제 (1968년)
- 제20회 로카르노 영화제 (1969년)
- 제21회 로카르노 영화제 (1970년)
- 제22회 로카르노 영화제 (1971년)
- 제23회 로카르노 영화제 (1972년)
- 제24회 로카르노 영화제 (1973년)
- 제26회 로카르노 영화제 (1974년)
- 제27회 로카르노 영화제 (1975년)
- 제28회 로카르노 영화제 (1976년)
- 제29회 로카르노 영화제 (1977년)
- 제30회 로카르노 영화제 (1978년)
- 제31회 로카르노 영화제 (1979년)
- 제32회 로카르노 영화제 (1980년)
- 제33회 로카르노 영화제 (1981년)
- 제34회 로카르노 영화제 (1982년)
- 제35회 로카르노 영화제 (1983년)
- 제36회 로카르노 영화제 (1984년)
- 제37회 로카르노 영화제 (1985년)
- 제38회 로카르노 영화제 (1986년)
- 제39회 로카르노 영화제 (1987년)
- 제40회 로카르노 영화제 (1988년)
- 제41회 로카르노 영화제 (1989년)
- 제42회 로카르노 영화제 (1990년)
- 제43회 로카르노 영화제 (1991년)
- 제44회 로카르노 영화제 (1992년)
- 제45회 로카르노 영화제 (1993년)
- 제46회 로카르노 영화제 (1994년)
- 제47회 로카르노 영화제 (1995년)
- 제48회 로카르노 영화제 (1996년)
- 제49회 로카르노 영화제 (1997년)
- 제50회 로카르노 영화제 (1998년)
- 제51회 로카르노 영화제 (1999년)
- 제52회 로카르노 영화제 (2000년)
- 제53회 로카르노 영화제 (2001년)
- 제54회 로카르노 영화제 (2002년)
- 제56회 로카르노 영화제 (2003년)
- 제56회 로카르노 영화제 (2004년)
- 제57회 로카르노 영화제 (2005년)
- 제58회 로카르노 영화제 (2006년)
- 제59회 로카르노 영화제 (2007년)
- 제60회 로카르노 영화제 (2008년)
- 제61회 로카르노 영화제 (2009년)
- 제62회 로카르노 영화제 (2010년)
- 제63회 로카르노 영화제 (2011년)
- 제64회 로카르노 영화제 (2012년)
- 제65회 로카르노 영화제 (2013년)
- 제67회 로카르노 영화제 (2014년)
- 제68회 로카르노 영화제 (2015년)
- 제69회 로카르노 영화제 (2016년)
- 제70회 로카르노 영화제 (2017년)
- 제71회 로카르노 영화제 (2018년)
- 제72회 로카르노 영화제 (2019년)
- 제73회 로카르노 영화제 (2020년)
- 제74회 로카르노 영화제 (2021년)
- 제75회 로카르노 영화제 (2022년)

## 같이 보기
- 영화제 목록
- 영화상 목록